# Maxime Leboeuf
Maxime Leboeuf (* 5. März 1987 in Val Belair) ist ein kanadischer Biathlet.
Maxime Leboeuf war zunächst Skilangläufer, bevor ihn der Trainer Daniel Lefebvre zum Wechsel zum Biathlon überredete. Es ist bis heute sein Trainer. Leboeuf startet für den Verein Courcelette und trainiert im nationalen Biathlon-Trainingszentrum in Valcartier. Seit 2003 gehört er dem Junioren-Nationalkader Kanadas an.
Seit 2004 ist Leboeuf bei nationalen und internationalen Rennen am Start. International läuft er seit dem Jahr im Junioren-Europacup. Das erste Großereignis wurden die Junioren-Weltmeisterschaften 2004 in Haute-Maurienne, wo er 30. im Sprint und Einzel wurde. National gewann er in Valcartier die Juniorenmeisterschaften im Massenstart und den Vizetitel im Sprint. Im Jahr darauf wiederholte er diese Platzierungen in Edmonton. International verbesserte er sich bei den Junioren-Weltmeisterschaften von Kontiolahti im Vergleich zum Vorjahr. Bestes Resultat wurde Rang a8 im Einzel. Mit der Staffel um Marc-André Bédard und Brendan Green gewann Leboeuf hinter Norwegen die Silbermedaille. 2006 gewann der Kanadier in Presque Isle keine Medaillen, platzierte sich jedoch in allen vier Rennen unter den Top Ten: Fünfter im Einzel, Siebter in der Verfolgung, Zehnter im Sprint und Achter mit der Staffel. Mit weniger guten Einzelleistungen, das weitaus beste Ergebnis war Platz elf in der Verfolgung, endeten die Junioren-Weltmeisterschaften 2007 in Martell. Doch gewann er mit der Staffel, zu der nun zusätzlich Yannick Letailleur gehörte, die Bronzemedaille. Leboeufs letzte Junioren-WM 2008 in Ruhpolding brachte Ränge zwischen 14 und 22.
Auf nordamerikanischer Ebene und national ist Leboeuf schon seit 2005 in Erwachsenenrennen unterwegs. Seine ersten großen Erfolge erreichte er hier im Rahmen der Biathlon-Nordamerikameisterschaften 2005, wo er in Canmore sowohl den Sprint als auch die Verfolgung für sich entscheiden konnte. Ein Jahr später gewann der Bruder von François Leboeuf auf beiden Strecken und im Einzel die kanadischen Meisterschaften. Im Sommer 2008 gewann er in Canmore bei den Nordamerikanischen Meisterschaften im Skiroller-Biathlon hinter seinem Landsmann Scott Perras die Silbermedaille im Einzel und wurde jeweils Neunter in Sprint und Verfolgung. In Obertilliach debütierte Leboeuf im Dezember 2008 im IBU-Cup und wurde in seinem ersten Rennen 59. im Einzelwettbewerb.